# Baishan
För andra betydelser, se Baishan (olika betydelser).
Baishan är en stad på prefekturnivå i Jilin-provinsen i nordöstra Kina. Den ligger omkring 260 kilometer sydost om provinshuvudstaden Changchun och gränsar till Nordkorea längs med Yalufloden. Baishan betyder "Det vita berget", vilket syftar på det heliga berget Paektusan som ligger på gränsen mellan Kina och Nordkorea.

## Administrativ indelning
Baishan är indelat i två stadsdistrikt, två härad, ett autonomt härad och en stad på häradsnivå:
- Stadsdistriktet Hunjiang (浑江区), 1.388 km², 364 849 invånare (2010);
- Stadsdistriktet Jiangyuan (江源区), 1.348 km², 254 381 invånare;
- Häradet Fusong (抚松县), 6.150 km², 298 063 invånare;
- Häradet Jingyu (靖宇县), 3.094 km², 131 677 invånare;
- Det koreanska autonoma häradet Changbai (长白朝鲜族自治县), 2.496 km², 72 575 invånare;
- Staden Linjiang (临江市), 3.009 km², 175 030 invånare.

## Klimat
Genomsnittlig årsnederbörd är 1 146 millimeter. Den regnigaste månaden är juli, med i genomsnitt 285 mm nederbörd, och den torraste är januari, med 12 mm nederbörd.